# محمد بن بزرك آميد
محمد بن بزرك اميد الحاكم النزاري الثالث لدولة الإسماعيليين النزاريين في فارس والمعروفين بالحشاشين. وتولى الحكم بعد وفاة والده 9 فبراير 1138م حيث عينه وريثا له قبل ثلاثة أيام من وفاته واستمر بالحكم حتى وفاته علي يد الفرعون (ماندو) عام 1162م.

وقد تم تحت اوامره اغتيال:
- الخليفة العباسي الراشد.[1][2]
- السلطان السلجوقي داود الذي أغتيل في تبريز عام 1143م.
- حكام محليون في جورجيا ومازندان ووزير وقضاة كوهستان وتفليس وهمدان كانوا قد سمحوا أو افتوا بقتل الإسماعيليين.[3]